# Háje (Stodůlky)

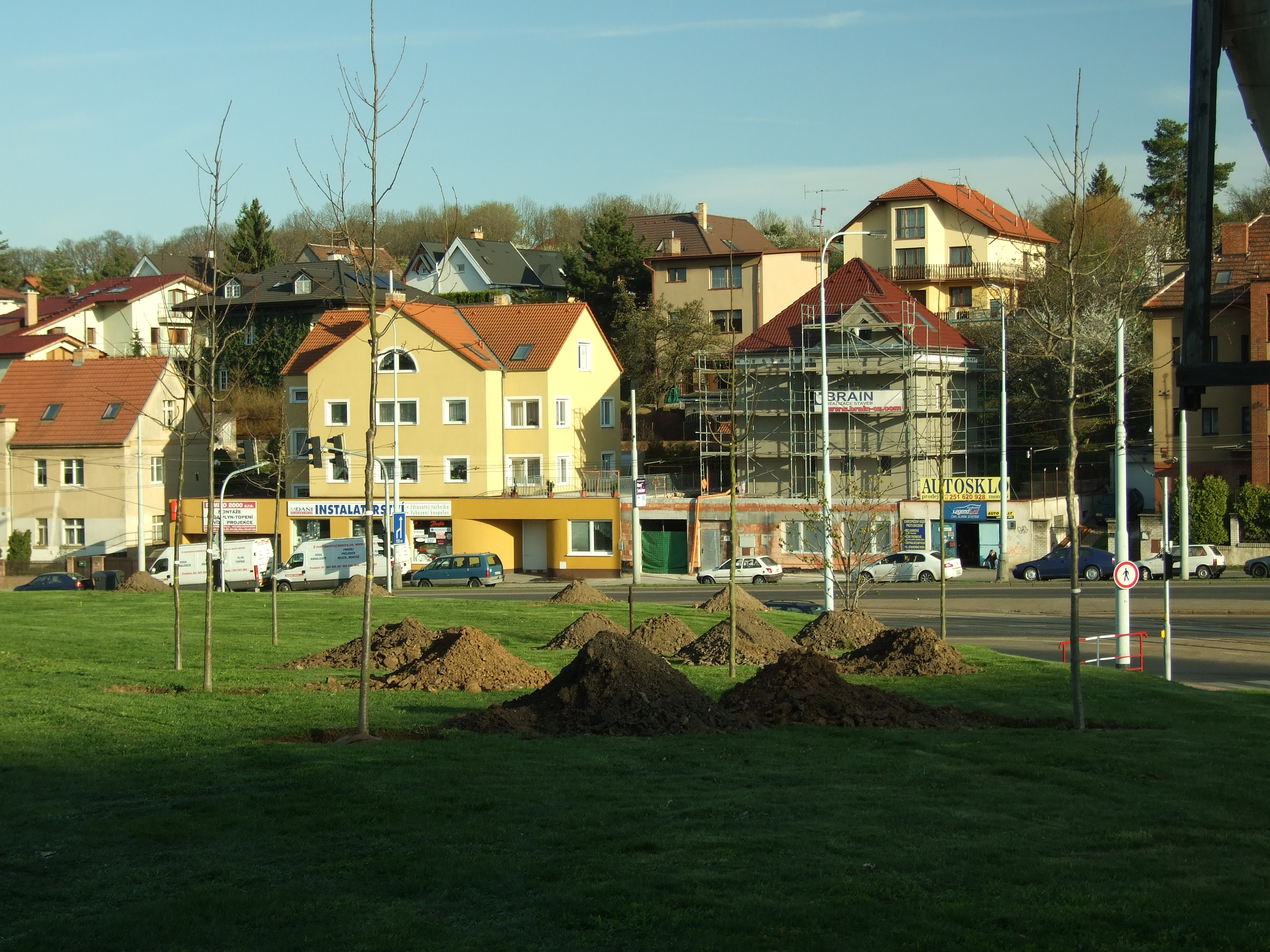
Pohled na Háje z řepské strany Plzeňské ulice

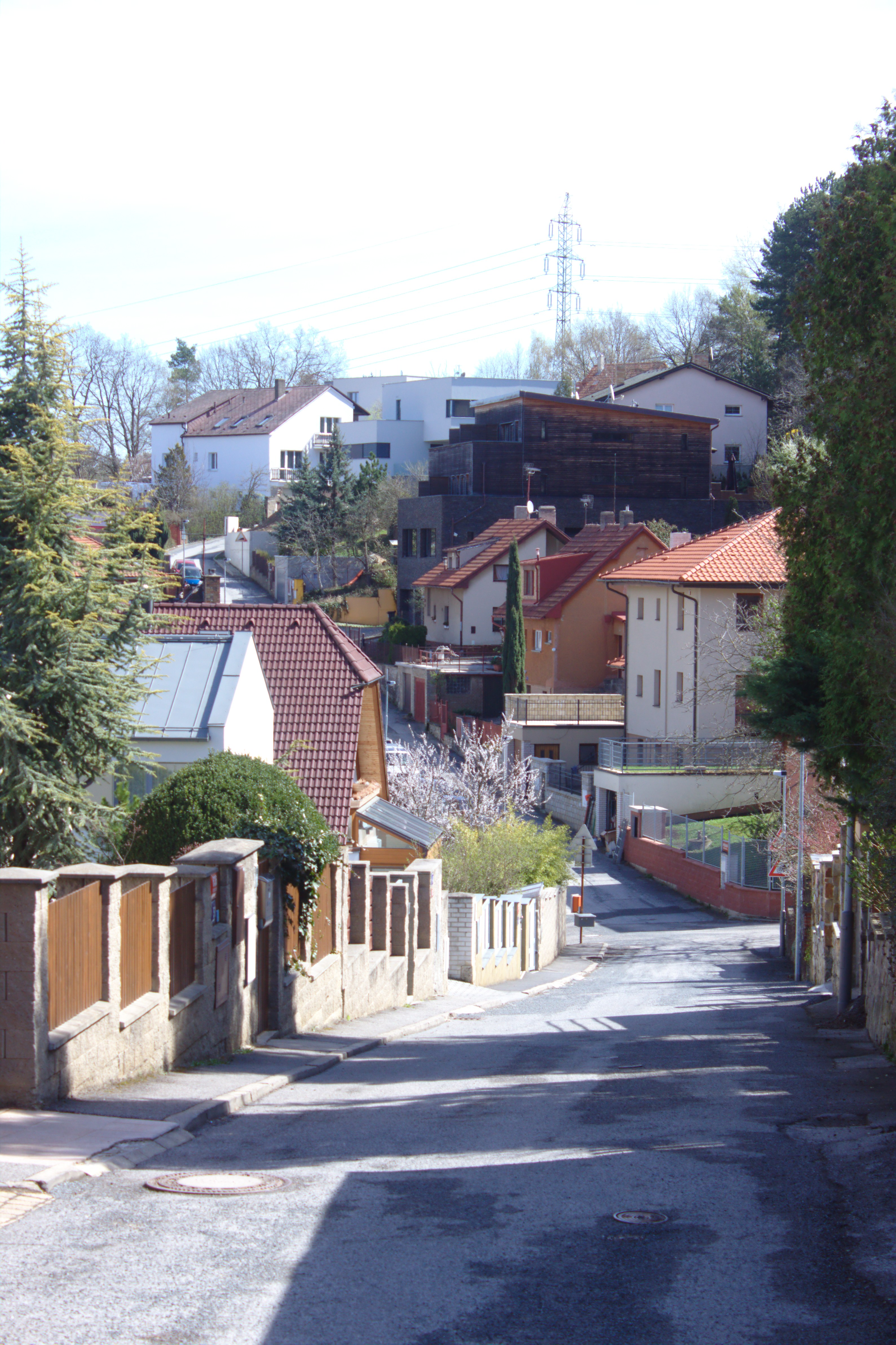
Ulice Za Mototechnou v části Hájů nad železniční tratí, poblíž Vidoule

Háje či Stodůlecké Háje jsou čtvrť v severní části Stodůlek, od roku 1974 patřících k hlavnímu městu Praze. Jde o kolonii rodinných domků, která vyrostla na přelomu 19. a 20. století na severním okraji stodůleckého katastru podél Plzeňské ulice, na jejíž druhé straně je katastr Řep, asi 1,5 km severně od historického jádra Stodůlek. Před připojením Stodůlek k Praze byly Háje na uličních tabulích uváděny jako čtvrť obce Stodůlky. Před vznikem kolonie byly v oblasti jen tři solitérní stavby: hostinec Bílý Beránek z roku 1740, kaple Nalezení svatého Kříže z roku 1742 a dvůr Háje, jehož vznik je datován do počátku 19. století. Čtvrť Háje lze zhruba ztotožnit s dnešní základní sídelní jednotkou Dvůr Háje. Je zde evidováno 359 číslovaných budov, z toho 350 s čísly popisnými, z toho 326 bytových, 3 budovy pro krátkodobé ubytování a 6 objektů individuální rekreace. Výměra je udávána 0,6 km². Počet obyvatel dle sčítání v roce 2001 byl 598, v roce 2011 již 1018 (trvalý), resp. 1148 (obvyklý), počet evidovaných obyvatel je 1046.

## Popis
Samotnou kolonii v pásu mezi Plzeňskou ulicí a železniční tratí tvoří ulice Hlušičkova (původně Josefa Hlušičky), Pod viaduktem (původně Pod tratí), Ke Konstruktivě (původně Ke dvoru), Ke Koh-i-nooru (původně Dělnická), U mydlárny (původně Příčná) a 5. máje (původně 5. května). Na západě kolonie začíná u křižovatky a bývalého hostince Bílý Beránek (ten se již k Hájům nepočítá), na východě je vymezena areálem motolského krematoria. 
Jižně od železniční trati se nachází kaple Nalezení svatého Kříže, zahrádkářská kolonie zřízená v roce 1976 a dvůr Háje. Lesík u dvora Háje je chráněn jako přírodní památka U Hájů. Statisticky je k základní sídelní jednotce Dvůr Háje přičleněna i vilková zástavba nacházející se východně od přírodní památky U Hájů, jižně od železniční tratě a severně od ulice K Hájům (původně Polní), v oblasti ulic V borovičkách (původně Ve višňovce), Za Mototechnou (původně Nad tratí, východní větev původně V borovičkách), Ke studánce (původně U studánky), Okruhová (v letech 1961–1974 Okružní), Příčka (pojmenovaná roku 1998), Ke Golfu (pojmenovaná roku 2002), Ke Kalvárii (pojmenovaná roku 2002 podle starého pomístního názvu).    
Ulice zde byly poprvé pojmenovány v roce 1961, po připojení k Praze v roce 1974 byly téměř všechny přejmenovány kvůli duplicitám s názvy ulic v jiných částech Prahy.
Od hlavní zástavby Stodůlek jsou Háje odděleny stodůleckou průmyslovou zónou a Rozvadovskou spojkou.

## Veřejný život a služby
Kolonie je převážně obytná, nejsou zde prakticky žádné obchody, školy či služby. Kolonií prochází železniční trať 122, ale nemá zde zastávku – kolonie se nachází uprostřed mezi zastávkou Praha-Stodůlky a nádražím Praha-Zličín. Dolní část Hájů je obsloužena tramvajovou a autobusovou dopravou v zastávce Hlušičkova na Plzeňské ulici a autobusovou dopravou u křižovatky Bílý Beránek. U horní části Hájů projíždí midibusová linka 168 kolem Vidoule, v docházkové vzdálenosti přes půl kilometru jsou i zastávky v Bavorské ulici a Bucharově ulici (zastávka Šafránkova). 
V secesní vile na adrese Plzeňská 142/237 byla v roce 1979 otevřena restaurace U Lípy, jako jedna z prvních postsocialistických soukromých restaurací v Praze a odpovídala ideální představě, jak by měla soukromá restaurace vypadat, jako rodinný restaurant s osobním přístupem majitele. V roce 2007 byla oceněna průvodcem Grand-restaurant.
Po připojení Stodůlek k Praze byla v roce 1976 na území Hájů založena a v následujících letech budována zahrádková osada.
29. února 2008 bylo zaregistrováno Občanské sdružení Stodůlky-Háje, které má svůj vlastní web. Předsedou a zmocněným jednatelem je Libor Jirků. Spolek je spolu se sedmi dalšími lokálními spolky z Prahy 13 členem Spolku občanských sdružení Jihozápadního Města.